# Anguillicoloides papernai
Anguillicoloides papernai is een rondwormensoort uit de familie van de Anguillicolidae. De wetenschappelijke naam van de soort werd voor het eerst geldig gepubliceerd in 1988 door Moravec & Taraschewski.